# Colcord (Virginie-Occidentale)
Pour l’article homonyme, voir Colcord.
 (mars 2025).
Colcord est une census-designated place située dans le comté de Raleigh, dans l’État de Virginie-Occidentale, aux États-Unis. Lors du recensement de 2020, elle comptait 148 habitants.